# هيرشل دينيس
هيرشل دينيس (بالإنجليزية: Hershel Dennis)‏ هو لاعب كرة قدم أمريكية أمريكي، ولد في 12 يوليو 1984 في لونغ بيتش في الولايات المتحدة.